# Ein Mann, der sich Kolumbus nannt

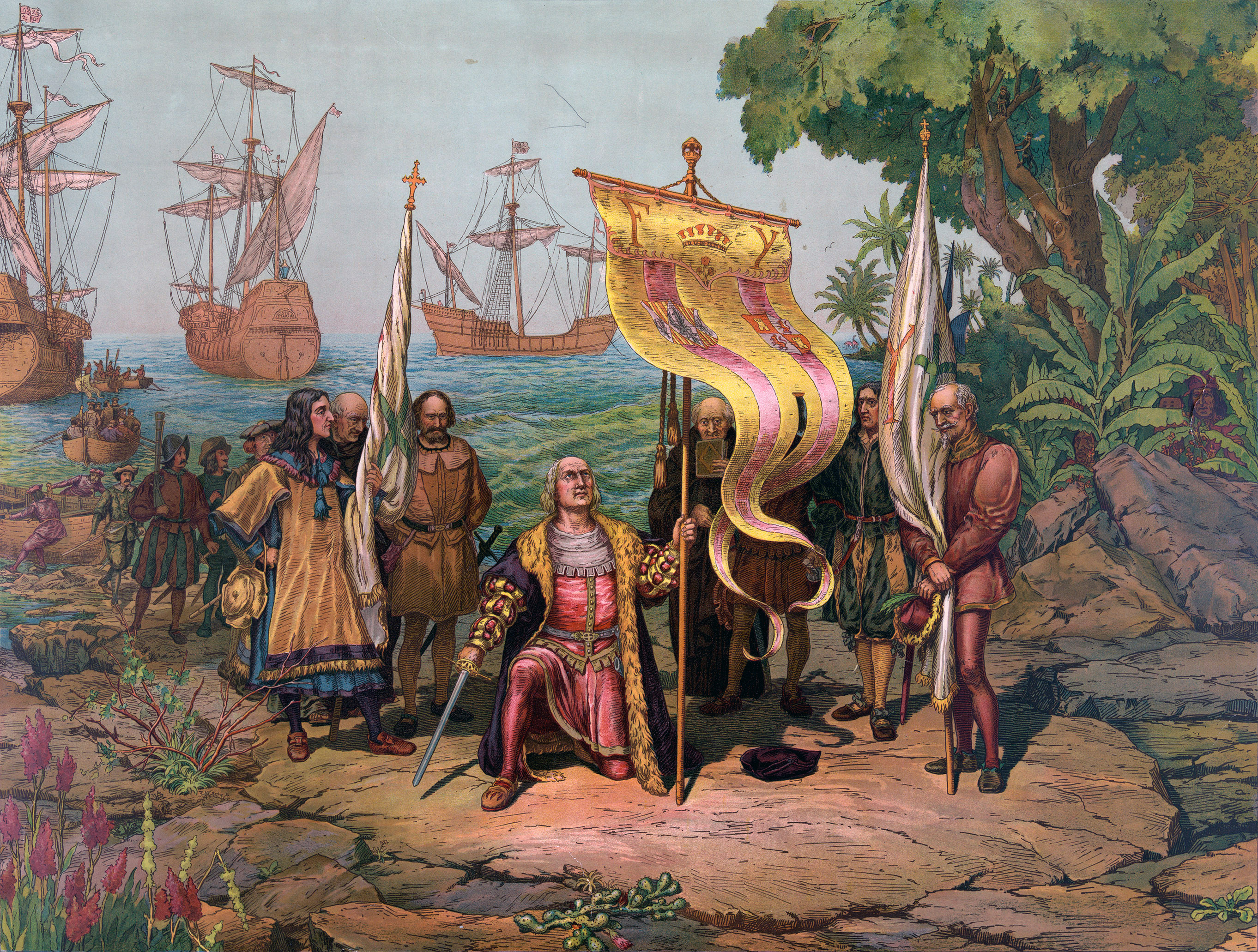
Christoph Kolumbus bei der „Entdeckung“ Amerikas

Ein Mann, der sich Kolumbus nannt ist ein Volks- bzw. Kinderlied. Es wurde erstmals 1936 auf der Grundlage der Melodie von Ich bin der Doktor Eisenbart im Scherzliederbuch Der Pott. Ein unverschämtes Liederbuch voll Stumpfsinn, Rührseligkeit, Ausgelassenheit und Spott für geborene Kindsköpfe und solche, die es mit der Zeit geworden sind veröffentlicht und stammt von einem unbekannten Autor.
Das Lied erzählt von der „Entdeckung“ Amerikas durch Christoph Kolumbus. Es fand bereits unmittelbar nach seiner ersten Veröffentlichung weite Verbreitung in Publikationen nationalsozialistischer Organisationen. Auch nach dem Zweiten Weltkrieg hat es in Kinderliederbücher Eingang gefunden.

## Text und Melodie
Das Lied beginnt mit der Strophe
Ein Mann, der sich Kolumbus nannt,

widewidewitt, bum, bum,

war in der Schifffahrt wohl bekannt,

widewidewitt, bum, bum.

Es drückten ihn die Sorgen schwer,

er suchte neues Land im Meer.

Gloria, Viktoria, widewidewitt, juchheirassa,

Gloria, Viktoria, widewidewitt, bum, bum.
und besteht aus insgesamt sechs Strophen. Das Kunstwort „widewidewitt“ taucht ebenso wie im Eisenbart-Lied auch im Pippi-Langstrumpf-Lied auf.